# Corte costituzionale (Belgio)
La Corte costituzionale del Belgio (in olandese: Grondwettelijk Hof van België, in francese: Cour Constitutionnelle du Belgique, in tedesco: Verfassungsgericht von Belgien) è l'organo di giustizia costituzionale del Paese, cui spetta giudicare la conformità delle norme di legge alla Costituzione e risolvere i conflitti tra lo Stato federale, le comunità e le regioni.
La corte è stata concepita come un organo giudiziario specializzato e indipendente dai poteri legislativo, esecutivo e giudiziario.
La corte è composta da dodici giudici, assistiti da relatori e da due cancellieri. Il personale amministrativo ha una cinquantina di dipendenti.
Rispetto alle Corti costituzionali di altri Stati, la Corte Costituzionale belga ha alcune caratteristiche speciali: I dodici giudici non sono rappresentati in modo equilibrato, rispecchiano le differenze regionali tra le Fiandre e la Vallonia, sei di loro sono avvocati qualificati, come ex politici esperti che hanno lasciato definitivamente la politica attiva.
La sede della Corte si trova a Bruxelles.

## Storia
La Corte di Arbitrato deve la sua esistenza alla trasformazione dello stato unitario belga in uno stato federale al momento della revisione costituzionale del 1980.
La Corte Arbitrale fu ufficialmente inaugurata nel Senato belga il 1º ottobre 1984. Il 5 aprile 1985 emise la sua prima sentenza. Nel maggio 2007, in seguito a un cambiamento della Costituzione belga, la corte è stata ribattezzata come Corte costituzionale in quanto questo nome è più in linea con l'effettiva giurisdizione del tribunale.

## Giurisdizione
Dal 1988, la Corte è anche responsabile della supervisione dell'applicazione di determinati articoli della Costituzione belga come i principi di uguaglianza, la non discriminazione e la libertà in materia di istruzione (articoli 10, 11 e 24 della Costituzione del Belgio). Con una legge speciale del 2003, questa competenza è stata estesa alla Sezione II (articoli da 8 a 32) e agli articoli 170, 172 e 191 della Costituzione belga.
La corte ha due modi operandi. Ogni partecipante può, entro 6 mesi dalla pubblicazione di una legge, decreto o ordinanza, rivolgersi alla Corte per far annullare la legge, il decreto o l'ordinanza a causa di una violazione dei suddetti articoli della Costituzione belga o per una violazione della divisione dei poteri tra lo stato federale, le comunità e le regioni.
Il secondo modus operandi della corte riguarda le questioni preliminari. Se una questione sorge in un tribunale particolare sulla corrispondenza di leggi, decreti e ordinanze con le regole che stabiliscono la divisione dei poteri tra lo Stato, le comunità e le regioni o con gli articoli da 8 a 32, 170, 172 o 191 della Costituzione, tale tribunale deve rivolgere una domanda preliminare alla Corte costituzionale in quanto la Corte ha la competenza esclusiva di interpretare la Costituzione e le regole di divisione delle competenze. Quando la Corte riscontra una violazione di questi articoli, pronuncerà la sua decisione tra le parti, il che significa che la sentenza ha effetto solo tra le parti del caso specifico. Tale giudizio, tuttavia, ha un grande valore morale e costringerà il parlamento a fare in modo che la legge, il decreto o l'ordinanza in questione siano modificati per emendarla.

## Giudici
La corte è composta da (2 gruppi linguistici di cui 6 olandesi e 6 francofoni, uno di loro deve avere un'adeguata conoscenza del tedesco) e sono nominati a vita dal re (in pratica, il governo federale) all'interno di una lista di candidati forniti dal parlamento federale. L'elenco di posti vacanti contiene due candidati proposti alternativamente dalla Camera dei rappresentanti e dal Senato a maggioranza di almeno due terzi dei membri presenti. Ogni gruppo linguistico è composto da tre giudici con uno sfondo legale e da tre giudici che hanno avuto almeno cinque anni di esperienza come membri del parlamento. I candidati devono avere almeno quarant'anni. I giudici possono rimanere in carica fino a quando non raggiungono i settant'anni, quando si ritirano dall'ufficio del giudice.

## Procedura
Può anche essere presentato alla Corte dal Consiglio dei Ministri, dal Governo di una Comunità o Regione del Belgio, dai Presidenti della Camera dei Rappresentanti, dal Senato e dai Parlamenti della Comunità e Regionale, un appello per annullare una legge, un decreto o un'ordinanza su richiesta di due terzi dei suoi membri e di chiunque possa dimostrare di essere interessato alla cancellazione. In altre parole, la legge, il decreto o l'ordinanza devono essere dannosi per la parte che presenta l'appello.
I casi davanti alla Corte costituzionale sono normalmente ascoltati da una giuria composta da sette giudici che decidono a maggioranza, questa giuria comprende sempre entrambi i presidenti, almeno tre giudici di ciascun gruppo linguistico, almeno due ex membri del Parlamento federale e almeno due giudici con un sfondo legale. I casi possono anche essere ascoltati da tutta la Corte se un Presidente decide in tal senso o se almeno due giudici della giuria ordinaria di sette giudici lo richiedono. Se i casi vengono ascoltati da tutta la Corte, la Corte non può pronunciarsi se non sono presenti almeno 10 giudici e un numero uguale di giudici olandesi e francofoni. In questo caso, se i voti sono equamente divisi, il Presidente della Corte può disporre di un voto decisivo.
L'appello deve includere l'oggetto dell'appello e deve essere motivato. La parte che presenta il ricorso può anche chiedere che la legge, il decreto o l'ordinanza in questione siano sospesi in attesa di una sentenza definitiva da parte della Corte. Una legge, un decreto o un'ordinanza può essere sospesa solo quando l'applicazione della legge, del decreto o dell'ordinanza in questione potrebbe comportare un danno grave e difficile da riparare alla parte che presenta l'appello.